# Саутшор
Саутшор (англ. Southshore) — восточный пригород Крайстчерча на Южном острове Новой Зеландии. Здесь находится Саут-Нью-Брайтонская школа, есть бар и ресторан. Здесь большое разнообразие местной флоры и фауны.

## Землетрясения в Крайстчерче
Саутшор пострадал в результате землетрясений 4 сентября 2010 года и 22 февраля 2011 года. Зданиям и земельным участкам был нанесён серьёзный ущерб. После проведения геотехнического обследования пригород поначалу был отнесён к так называемой «Оранжевой зоне», но затем 29 октября 2011 года пляжная зона около залива Пегас была отнесена к «Зелёной зоне» безопасности. Зона эстуария Эйвон-Хиткот осталась в «Оранжевой зоне» в ожидании решения компетентных органов о том, будет ли экономически выгодно восстанавливать и ремонтировать здания и сооружения в этом регионе.
В августе 2011 года жителям сообщили, что в течение шести недель они получат решение властей о зонировании земель и выкупе или реконструкции зданий и сооружений полномочными органами. Позже в том же месяце было объявлено, что результатов стоит ожидать в сентябре. В середине сентября срок принятия решения снова был перенесён в связи с «неожиданной сложностью». 12 октября Джерри Браунли, министр по восстановлению после землетрясений, извинился за задержку и попросил подождать ещё две недели. 29 октября 2011 года Саутшор был разделён на две зоны. В ноябре Бруклендс был отнесён к «Красной зоне», но решение по Саутшору вновь было отложено. В середине декабря Браунли написал жителям пригорода, заверив их в том, что решение появится до Рождества. 23 марта 2012 года решение полномочных органов было принято относительно оставшихся зон в Линвуде, Ричмонде и Эйвон-Луп (англ. Avon Loop) в городском центре Крайстчерча. В адрес 401 жителя Саутшора Браунли написал, что они должны будут получить своё решение в апреле. К концу апреля Роджер Саттон, исполнительный директор CERA снова извинился перед жителями пригорода за задержку.